# ADN recombinante

Diagrama de ADN ligado. Esta secuencia pertenece a un gen de la hemoglobina humana.

El ADN recombinante, o ADN recombinado, es una molécula de ADN artificial formada de manera deliberada in vitro por la unión de secuencias de ADN provenientes de dos organismos distintos que normalmente no se encuentran juntos. Al introducirse este ADN recombinante en un organismo, se produce una modificación genética que permite la adición de una nueva secuencia de ADN al organismo, conllevando a la modificación de rasgos existentes o la expresión de nuevos rasgos. La producción de una proteína no presente en un organismo determinado y producidas a partir de ADN recombinante, se llaman proteínas recombinantes. 
El ADN recombinante es resultado del uso de diversas técnicas que los biólogos moleculares utilizan para manipular las moléculas de ADN y difiere de la recombinación genética que ocurre sin intervención dentro de la célula. El proceso consiste en tomar una molécula de ADN de un organismo, sea virus, planta o una bacteria y en el laboratorio manipularla y ponerla de nuevo dentro de otro organismo. Esto se puede hacer para estudiar la expresión de un gen, para producir proteínas en el tratamiento de una enfermedad genética, vacunas o con fines económicos y científicos.

## Procedimiento
El proceso de producción de un ADN recombinante comienza con la identificación desde un organismo de una secuencia de ADN de interés con el fin de propagarlo en otro organismo que carece de la secuencia y, por ende, del producto proteico de esa secuencia de ADN. Así se pueden producir cantidades ilimitadas de la proteína codificada por el susodicho gen. En términos simples, el procedimiento consiste en:
- Localización de genes y sus funciones.
- Clonación del ADN, y su posterior almacenamiento en genes.
- Reacción en cadena de la polimerasa (PCR)
- Utilización de vectores de expresión.

## Aplicaciones
El vector que se utiliza contiene secuencias de ADN que al ser replicadas confieren resistencia a antibióticos específicos. Esta técnica ha sido ampliamente utilizada en el campo de la medicina y ha permitido el desarrollo de importantes avances terapéuticos como por ejemplo la producción de insulina recombinante.
Permite además la posibilidad de utilizar plantas y alimentos transgénicos, así como microorganismos modificados genéticamente para producir fármacos u otros productos de utilidad para el hombre, entre los que se pueden citar: la insulina humana, la hormona del crecimiento, interferones, la obtención de nuevas vacunas o la clonación de animales. 
Con el uso de ADN recombinante se ha logrado obtener plantas transgénicas resistentes a insectos, hongos, bacterias y herbicidas, con mejores características de calidad durante poscosecha y con alto contenido nutricional. También ha permitido la clonación, expresión y producción mediante esta técnica de diversos antígenos, por ejemplo, la vacuna contra la hepatitis B y la vacuna contra el virus del papiloma humano.

## Producción y terapia con proteínas recombinantes

### Producción en bacterias
Estas proteínas recombinantes han intentado expresarse en bacterias como E. coli, ya que son fáciles de mantener, crecen rápido y se conoce bien su genoma. Sin embargo, el mayor problema que presenta la producción en bacterias es que en ellas no existe glicosilación proteica, por lo que algunas proteínas producidas en bacterias pierden totalmente su función. Aun así se han logrado producir con éxito algunas proteínas recombinantes en bacterias. La primera proteína recombinante que se produjo en E. coli fue la somatostatina, una hormona anti-crecimiento de 14 aminoácidos. Sin embargo, aunque desde el punto de vista científico fue un éxito, desde el punto de vista económico fue un fracaso, ya que su utilidad estaba reducida a personas con problemas de gigantismo y similares, que son poco comunes. 
Posteriormente se logró un gran éxito en este campo mediante la producción de insulina en bacterias. La insulina presenta la ventaja de no necesitar modificaciones postraduccionales, por lo que se evita este problema de su producción en bacterias. Además, la diabetes es una enfermedad muy frecuente en la sociedad, con unos 347 millones de diabéticos. En EE. UU. el 6% de la población (20 millones de habitantes) es diabética y esta enfermedad es la sexta causa de muerte. Antes de esta producción en bacterias, se usaba insulina porcina.

### Producción en levaduras
Al ser células eucariotas y por lo tanto más similares a las humanas que las bacterias y ser muy fáciles de emplear industrialmente, las levaduras constituyen otro grupo de organismos susceptibles de producir proteínas recombinantes para uso humano. Sin embargo, aunque sí presentan glicosilación proteica, al contrario que las bacterias, esta es totalmente distinta a la humana, por lo que estas proteínas presentan problemas, en muchos casos incluso inmunogénicos.

### Producción en células de insecto
Más cercanas aún a las células humanas que las levaduras son las de insecto, como las de Spodoptera frugiperda (una polilla parásito del maíz y del algodón), que se cultivan fácilmente in Vitro, aunque el medio de cultivo es caro. Dicho medio, además, no contiene suero, lo que hace más fácil el procesado de la proteína. 
Otra de las propuestas ha sido el uso no de células de insecto, sino de los insectos completos para la producción de estas proteínas. Para ello se infectan a los insectos con baculovirus modificados (que además no infectan a los seres humanos) para que expresen la proteína recombinante.
Sin embargo, este sistema presenta exactamente el mismo problema que el de levaduras: que las células de insecto presentan glicosilación, pero esta es totalmente distinta a la de mamíferos.

### Producción en células de mamífero
Al ser células más parecidas a las humanas, el procesamiento que sufren las proteínas recombinantes producidas en células de mamífero también es más similar, por lo que se conserva su función (aunque puede haber ligeros cambios en el patrón de glicosilación).
Los inconvenientes de este método es que el crecimiento celular es más lento, tardando de 6 a 24 horas en duplicarse las células, que los cultivos pueden sufrir contaminación de bacterias u hongos y que se puede contaminar el producto con virus que infecten a humanos.
Para la producción en mamíferos se usan las células CHO, de ovario de ratón chino, que presentan la ventaja de que crecen bien y existen gran cantidad de mutantes de glicosilación. Además, se está intentando que los animales secreten estas proteínas en la orina, en la leche, etc.